# Portugál Birodalom
A Portugál Birodalom (portugálul: Império Português, ismert még mint a Portugál Gyarmati Birodalom és a Tengerentúli Portugália, portugálul: Império Colonial Português, Ultramar Português), a mai Portugália és elődállamai által uralt tengerentúli területekből és gyarmatokból állt. Ez volt a történelem első globális birodalma, valamint közel hat évszázados fennállásával az egyik leghosszabb ideig létező. Területe csúcsán, a 18. század fordulóján az egyik legnagyobb birodalmak is számított. Az észak-afrikai Ceuta 1415-ös elfoglalásától egészen 1999-ig, a Makaó feletti szuverenitás Kínának való átengedéséig létezett. A birodalom a 15. századtól, a földrajzi felfedezések időszakától kezdett kiterjedni, és fennállása alatt Afrikában, Észak- és Dél-Amerikában, valamint Ázsiában és Óceániában is létrehozta gyarmatait.
Kezdetben az Újvilág meghódításában egyedül a Spanyol Birodalom volt a vetélytársa. 1822-ben aztán elvesztette legnagyobb és legértékesebb kiterjedésű területét, Brazíliát. Ezt követően a birodalom alulmaradt az Afrikáért zajló versenyfutásban, mivel engedtek az 1884-es berlini konferencia után nekik intézett brit ultimátumnak. A 20. század közepén autoriter rendszert kiépítő António Salazar ragaszkodott a megmaradt gyarmatokhoz, majd ideológiai okokból átnevezte őket „tengerentúli tartományoknak”. A megtartásukért 1961-ben kirobbant gyarmati háború végül 1975-ben ért véget, Salazar rezsimjének megdöntésével. Az ezt követő időszak a dekolonizációs folyamatokhoz, majd 1999-ben az utolsó gyarmat, Makaó feladásához vezetett. Portugália mai tengerentúli autonóm körzeteit az Azori-szigetek és Madeira jelenti.

## Történet

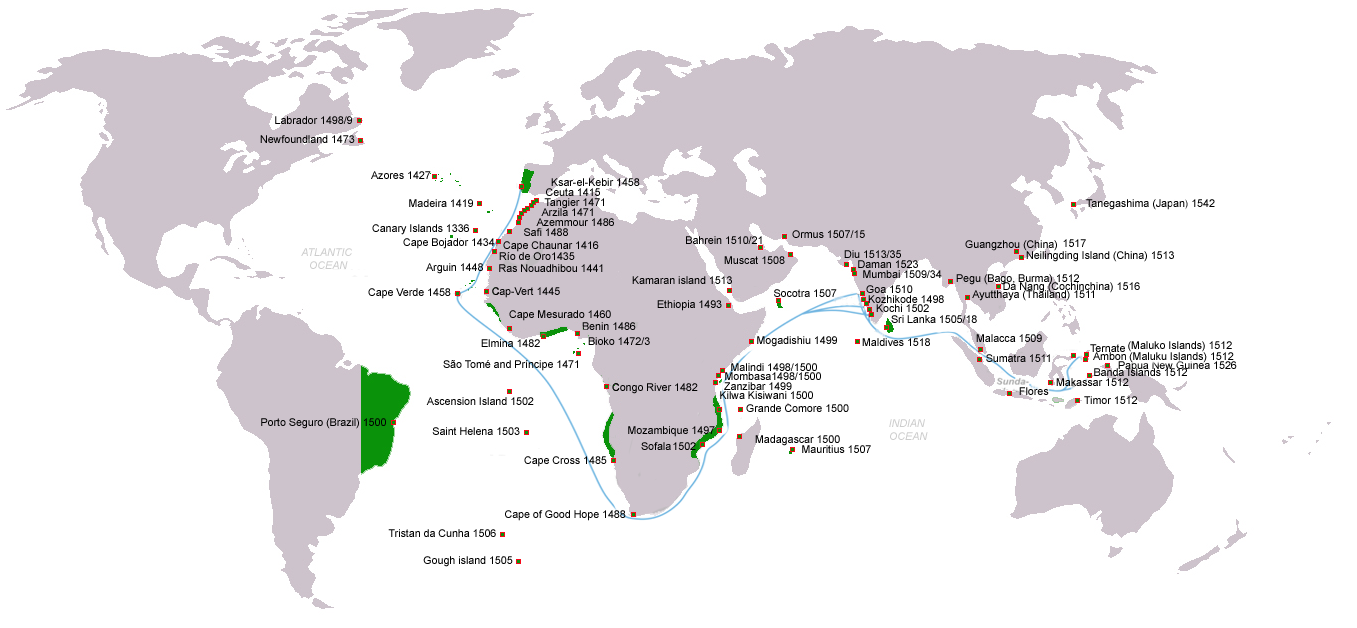
Portugál felfedezések, az első érkezés dátuma és a a fő tengeri fűszerútvonal (kékkel)

A Portugál Birodalom története 1415-ben kezdődött, amikor a portugálok átkeltek a Gibraltári-szoroson, és elfoglalták Ceutát a móroktól, a transzszaharai arany- és rabszolga-kereskedelem egyik kikötővárosát.
1418 és 1431 között a portugál expedíciók az atlanti-óceáni szigeteket fedezték fel és gyarmatosították, Porto Santot, majd Madeirát (1419), a Kanári-szigeteket és az Azori-szigeteket (1427). A gyarmatosítást követően jövedelmező cukorkereskedelem jött létre az európai kontinenssel.
Tengerész Henrik 1460-ban bekövetkezett haláláig vezető szerepet vállalt a portugál tengeri felfedezések előmozdításában és finanszírozásában. Szenegált és a Zöld-fokot 1445-ben érték el. A halála idejéig a portugál expedíciók felderítették a nyugat-afrikai partvidéket, egészen a mai Sierra Leonéig. 
1481-1482-ben II. János király (1455–1495) expedíciói erődöt (Castelo de São Jorge da Mina) és kereskedelmi állomást létesítettek a Guineai-öböl partján, Elminában.  
Az Egyenlítőn 1473-ban érték el, a Kongó folyó torkolatán pedig Diogo Cão  1482-ben jutott túl. Ezen az expedíció után a portugálok a Kongói Királysággal  is kapcsolatot létesítettek. 1485–86-os expedíciója során Cão továbbhaladt a Cape Cross felé, a mai Namíbia partjai mentén.
1488-ban Bartolomeu Dias Afrika déli csücskén megkerülte a Jóreménység-fokot és elérte kelet-afrikai partvidéket, felfedve a régóta keresett, Indiába vezető tengeri utat. Vele egy időben a Földközi-tengeren és Egyiptomon át utazó Pêro da Covilhã elérte Etiópiát.

### Ázsia

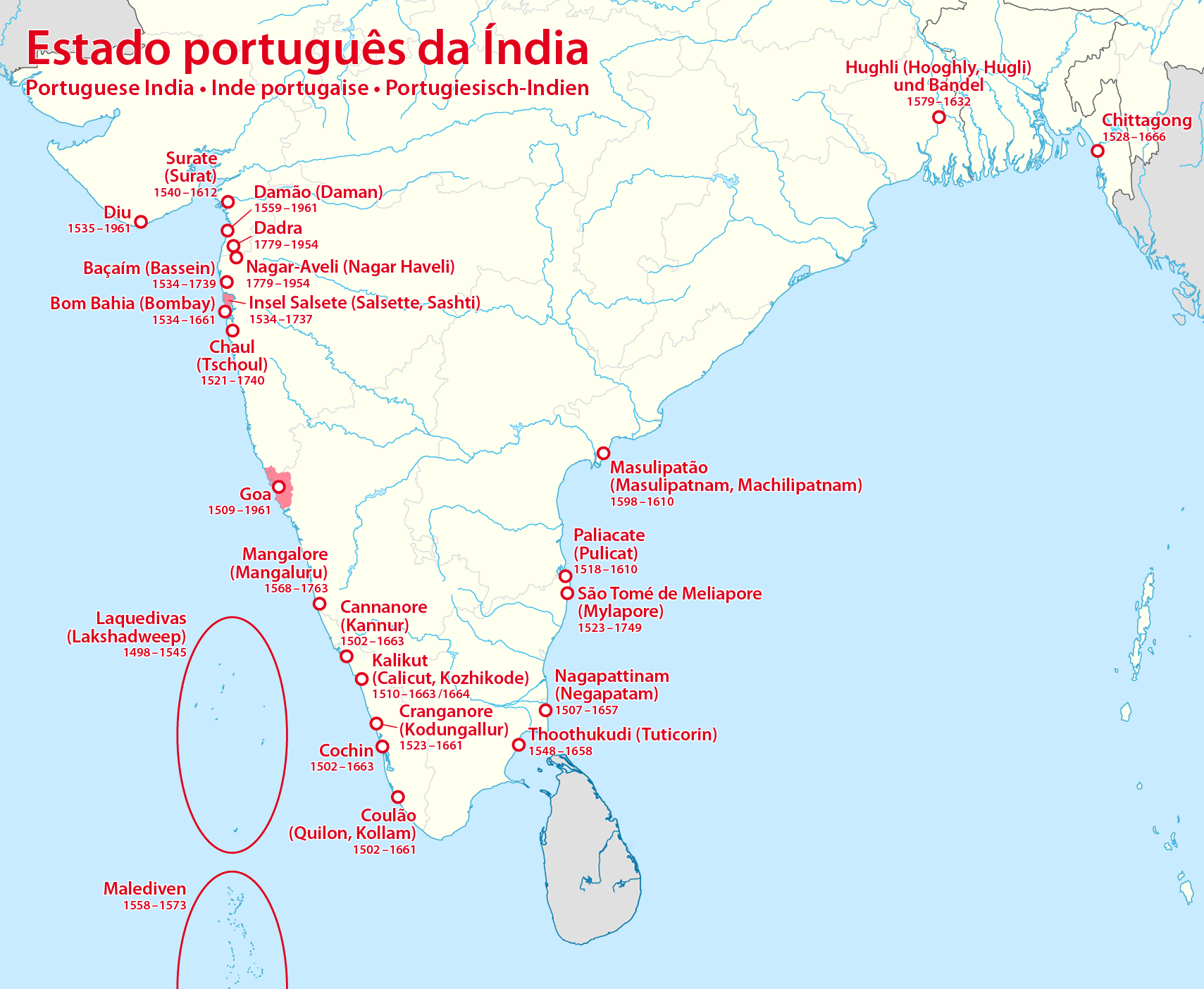
Portugál India

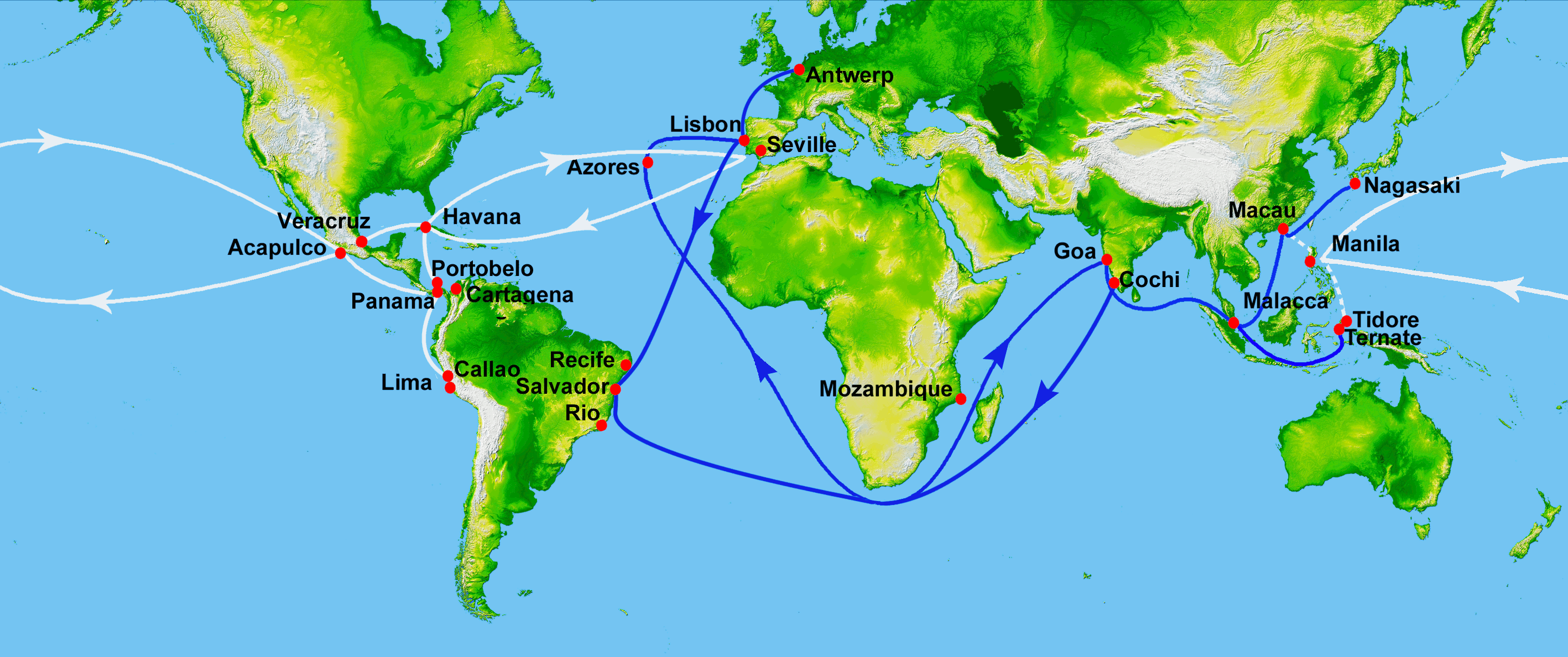
Portugál kereskedelmi útvonalak Lisszabontól Nagaszakiig, 1580-1640 között (kék színnel) és az 1565-ben létrehozott spanyol kereskedelmi útvonal, az úgynevezett manilai gálya (fehér)

1497 júliusában Vasco da Gama (kb. 1460–1524) felfedező négy hajóból álló flottával Indiába indulva elhagyta Portugáliát. 1498 tavaszán elérte Calicutot az indiai Malabár-parton. 1499-ben tért vissza Lisszabonba ázsiai fűszerekkel és árukkal megpakolva. Az expedíció a portugál tengeri kereskedelem kezdetét jelentette a Kelettel.
1510-ben Afonso de Albuquerque (1453–1515) meghódította India nyugati partján Goa területét, és az indiai portugál hatalom székhelyévé tette. Ezután 1511-ben a Malaka-szoros (DK-Ázsiában) partvonalának meghódításával a portugálok az első európaiak lettek akik ellenőrizték az Indiai-óceánt a Dél-kínai-tengerrel összekötő tengeri kereskedelmi útvonalakon. Portugália csak 1641-ben veszítette el Malakkát a hollandokkal szembeni küzdelemben.
1542-re a portugál kereskedők a kínai Liampóban (Ningpo) telepedtek le, és 1557-ben a Dél-kínai-tenger partján megalapították Makaó gyarmatát.
Az 1540-es években megérkeztek Japánba is és a portugál kereskedők és kalandorok jövedelmező kereskedelmet kezdtek el folytatni Quiuxu (Kjúsú) szigetén. A kereskedelemnek a jelentősége oda vezetett, hogy 1550-ben létrehozták a spanyol korona monopóliuma alatti éves „japán utazást” (Viagem do Japão), amely a gyarmati Goa államának fővárosát kötötte össze Japánnal.
A Kelet-Afrika partjain, valamint India és Ceylon partjain megerősített kereskedelmi állomások, valamint a Bengáltól Kínáig tartó kevésbé megerősített települések védték a fő fűszerszigetekkel folytatott kereskedelmet. A védelmi rendszert az indiai parton székelő Goa kormányzójára vagy alkirályára bízták.

### Brazília

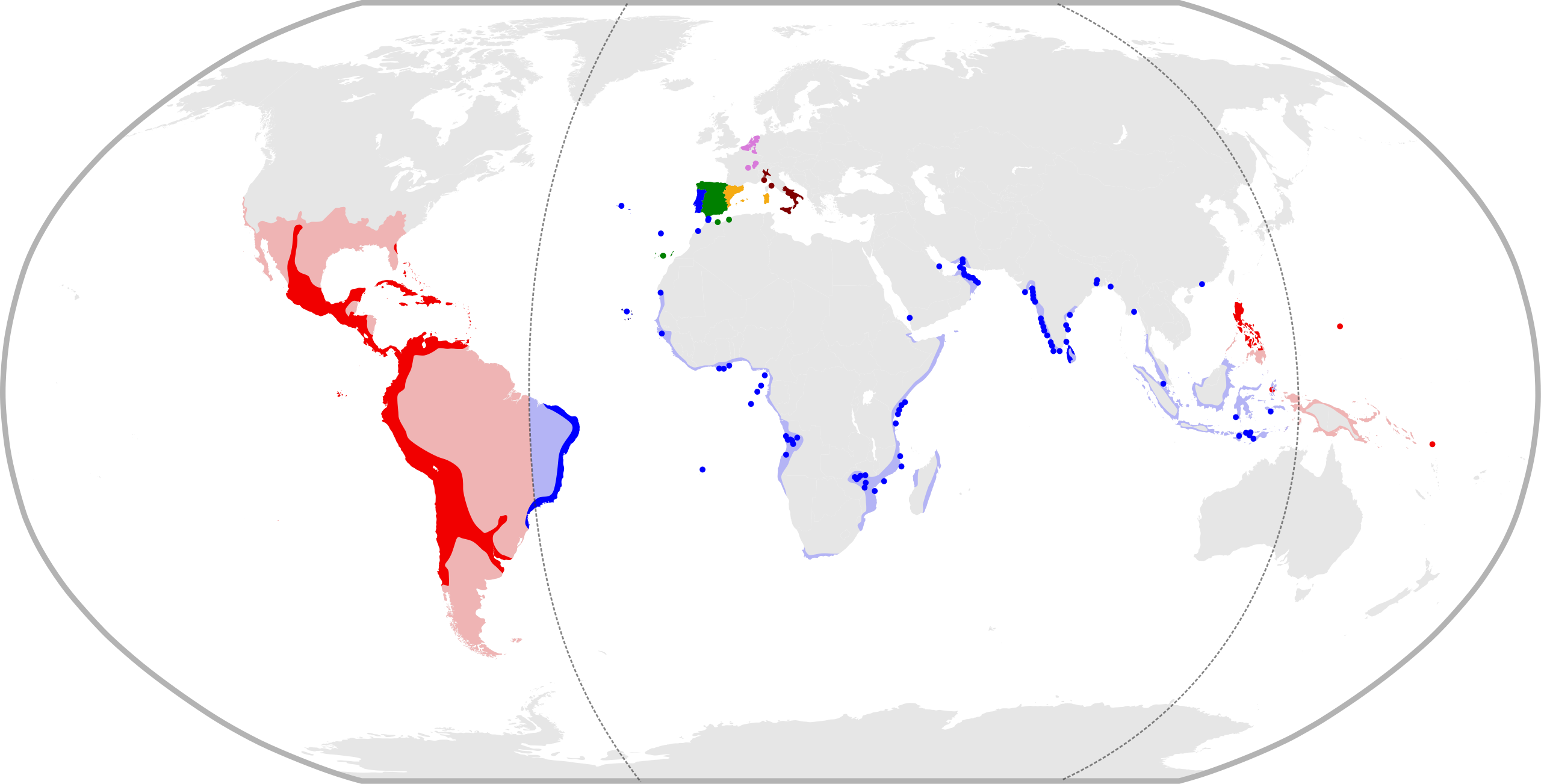
Portugál (kék szín) és spanyol területek (piros) 1598-ban

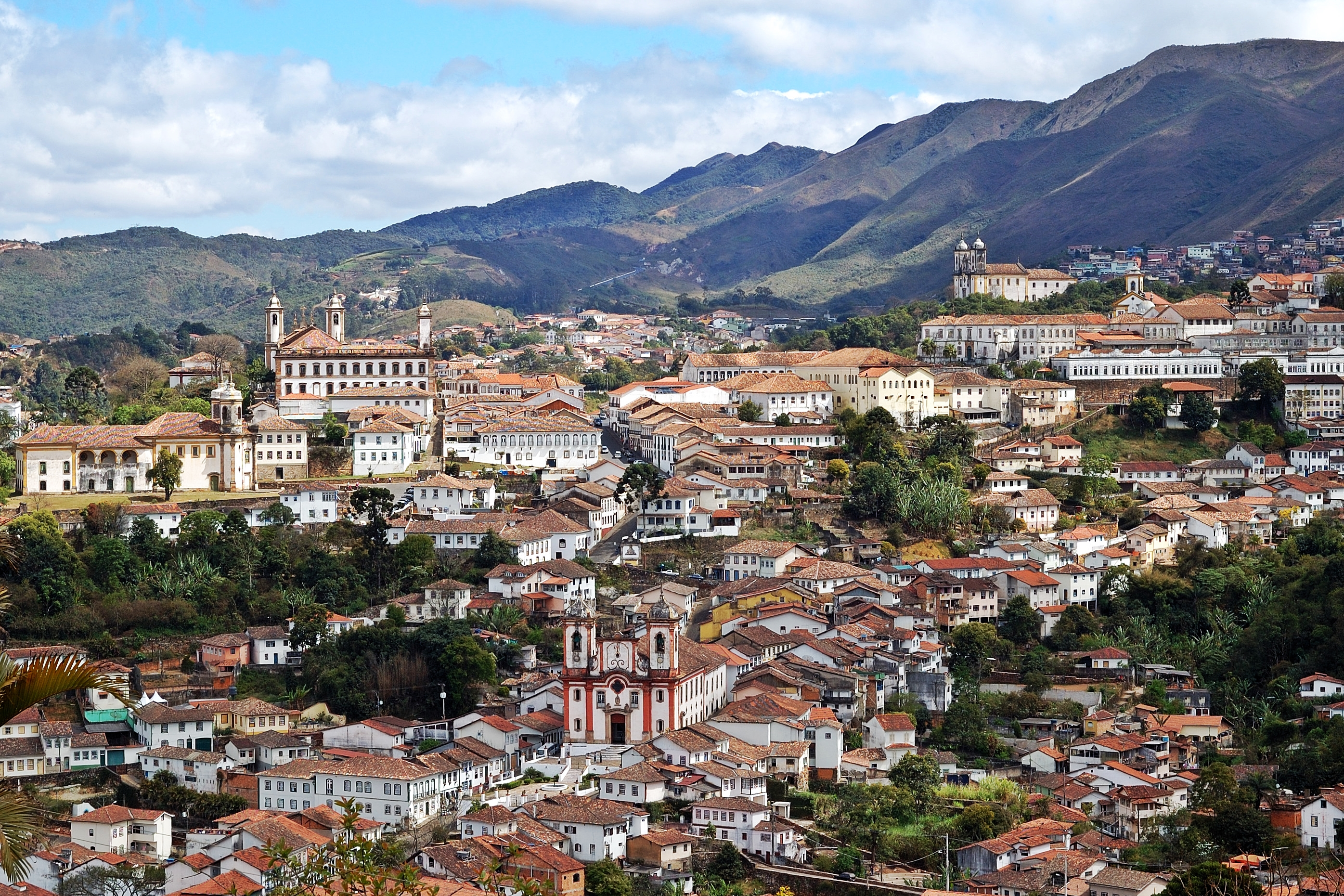
Kilátás Ouro Preto-ra, az egyik fő portugál településre, amelyet a brazil aranyláz idején alapítottak. A város mai napig megőrizte gyarmati megjelenését.

A Pedro Álvares Cabral (1467–1520) vezette felderítő flotta 1500-ban hajózott Brazília partjaira, és Portugália birtokának nyilvánította a területet.
A franciák tevékenykedései arra késztették III. János királyt, hogy erőfeszítéseket tegyen a terület hatékony megszállására. 1531-ben egy királyi expedíció az egész brazil partot járőrözte, elűzte a franciákat, és létrehozta az 1530-as években az első gyarmati városokat – köztük São Vicentét (a mai São Paulo államban).  
A jelentős tengerparti gyarmatosítás csak 1550-ben kezdődött.
A 17. században a hollandok betörései Brazília északi részébe sikertelennek bizonyultak, és 1654-ben őket is kiűzték.
A brazil belső területek portugálok betelepítése a 18. században kezdődött. 1693-ban aranyat és drágaköveket fedeztek fel Brazíliában, 1728-ban pedig gyémántokat. A 17. század végéig több százezer afrikai rabszolgát szállítottak a brazil bányákban folyó munkákhoz.
A gyémántkorszak történelmének híres alakja Chica da Silva  rabszolganő, aki viszonyba került egy portugál tisztviselővel, gyermekeik születtek és annak ellenére hogy rabszolgaságba született, gazdaggá vált. Élete számos film, zenei, színházi és irodalmi alkotás ihletforrása lett. 
A 17. és 18. század az egyik legvirágzóbb időszak volt az anyaország számára, mivel Portugália részesült a bányászati bevételekből. A kávé, a cukor, a fa, a gyapot és a dohány szintén jelentős bevételt biztosított a portugál koronának.
1815-ben Brazíliát királysággá emelték és a Portugál Birodalom teljes jogú, Portugáliával azonos jogállású tagja lett (Reino Unido de Portugal, Brasil e Algarves). Az 1822-es függetlenség kikiáltása idején Brazília volt a birodalom legnagyobb, leggazdagabb és legnépesebb gyarmati birtoka.

### A harmadik birodalom (1822-1999)
Brazília függetlenedése után a Portugál Birodalom nagyrészt Afrikára összpontosított (Zöld-foki-szigetek, São Tomé és Príncipe, Bissau-Guinea, Angola és Mozambik). A 19. században az afrikai bázisait nemzetméretű területekre terjesztette ki, hogy felvegye a versenyt más európai hatalmakkal. Benyomultak Angola és Mozambik hátországába.
Elszórtan maradtak még birtokok Indiában Goában, Damanban és Diuban, valamint Makaónál és Kelet-Timorban.
Az 1960-as években fegyveres konfliktusok kezdődtek a portugál gyarmatokon, különösen Afrikában, majd az 1970-es években meg is szerezték a függetlenségüket, míg a rövid ideig független Kelet-Timort Indonézia annektálta.
1999-ben Portugália feladta utolsó megmaradt gyarmatát, Makaót is, amely kínai uralom alá került.

## Kronológia
- 1415: A birodalom alapítása Ceuta meghódításával
- 1419-1488: Afrika nyugati partjának feltárása
- 1492: Észak-Amerika ÉK-i partjának feltárása (Új-Fundland és Labrador)
- 1494: Tordesillasi szerződés
- 1498: Az Indiába vezető tengeri út felfedezése
- 1500: Brazília felfedezése, gyarmatosításának kezdete
- 1505: Gyarmat alapítása Ceylon szigetén
- 1510: Goa gyarmatosítása (India)
- 1511: Malakka meghódítása (ma Malajzia)
- 1515: Ormuz elfoglalása (Perzsa-öböl),
- 1543: A portugálok érkezése Japánba
- 1557: Makaó bérbe vétele
- 1580-1640: Ibériai Unió
- 1580-1640: Angol-spanyol háború
- 1588-1654: Holland-portugál háború
- 1640-1668: Portugál restaurációs háború
- 1822: Brazília függetlensége
- 1961: Indiai tartományok elvesztése (Goa, Daman, Diu)
- 1961-1974: Portugál gyarmati háború Afrikában
- 1974: Bissau-Guinea függetlensége
- 1975: Angola, Mozambik, Zöld-foki-szigetek, São Tomé és Príncipe, valamint Kelet-Timor függetlensége
- 1974-1975: Szegfűs forradalom
- 1999: Makaó átadása

## Területek

Portugál fennhatóságú területek (sötétkékkel),
világoskék: a portugálok által felfedezett területek,
piros: spanyol fennhatóságú területek

A Portugál Birodalom tulajdonában lévő területek:

### Amerika
- Barbados (1536-1662)
- Brazília (1500-1822)
- Sacramento-i kolónia (1680-1777) (ma Uruguay)
- Guyana (1809-1817)
- Keleti missziók (1750–1808) (ma Brazília legdélebbi államában)
- Labrador (rövid időtartamú; partja; 1498–1499, 1501)
- Új-Fundland (rövid időtartamú; 1473, 1501-1521)

### Ázsia és Óceánia

#### Indiai szubkontinens
- Mumbai (1535-1739)
- Salsette szigete (1534-1737)
- Cananor (1502-1663)
- Chittagong (1528-1666)
- Cochín (1500–1663)
- Kollam (1502-1661)

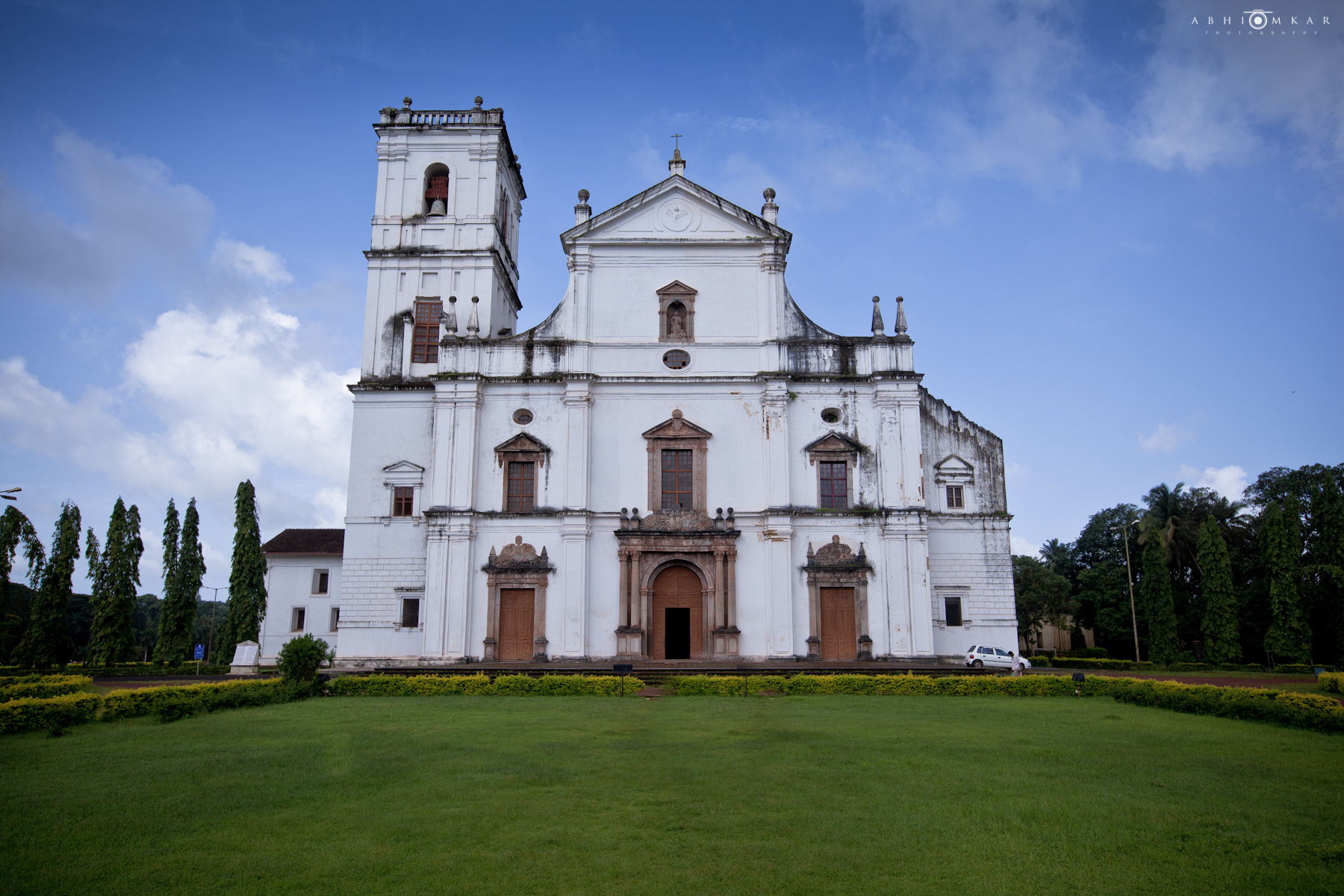
Ó-Goa a portugálok által épített Se’ katedrálisa

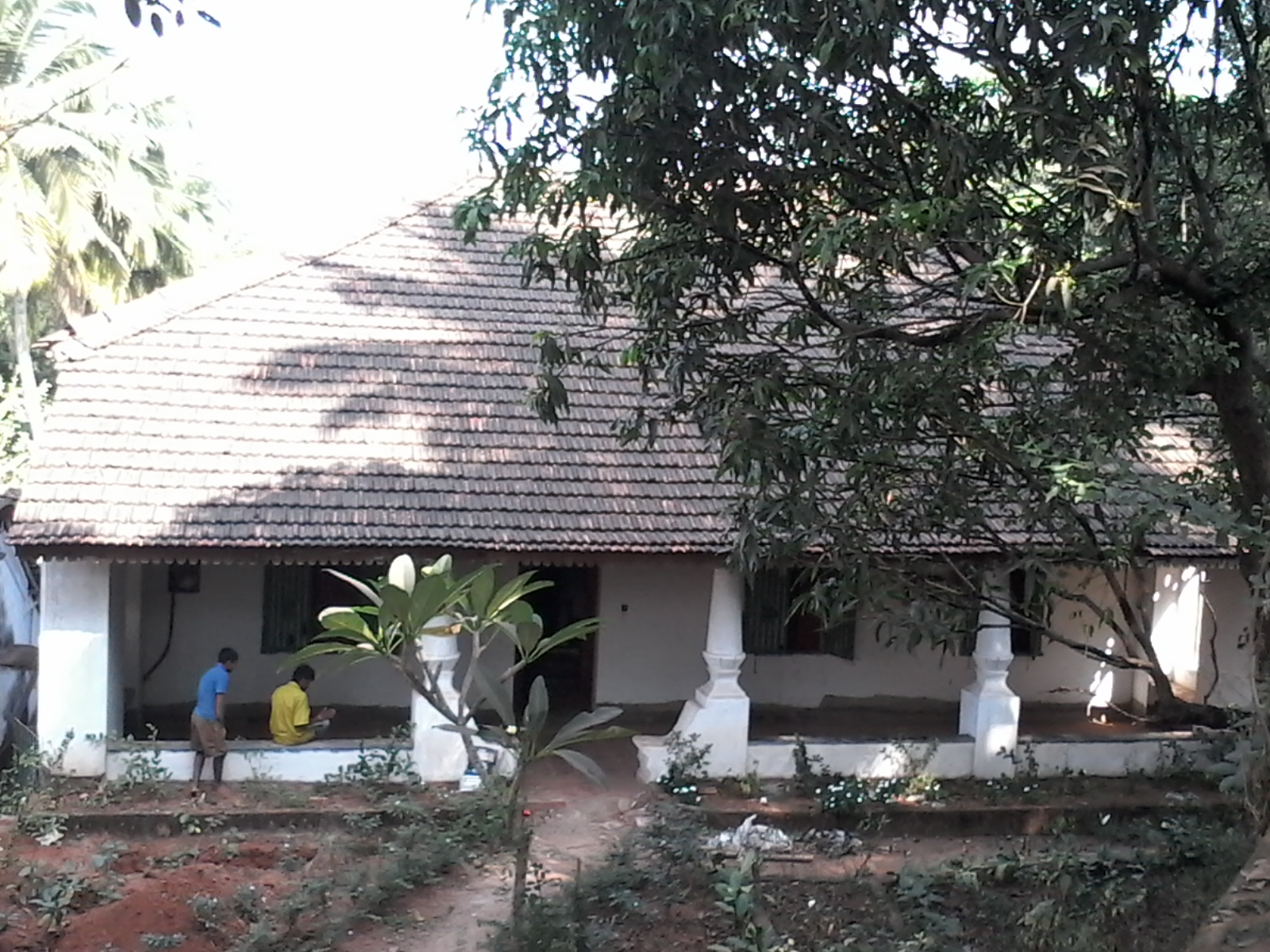
Portugál stílusú ház Goában

- Damán (Portugál India) (1559-1961 "de facto" -1974 "de iure")
- Dadra és Nagar Haveli (portugál India) (1779-1954)
- Diu (Portugál India) (1535-1961 "de facto" -1974 "de iure")
- Goa (Portugál India) (1510-1961 "de facto" -1974 "de iure")
- Anjediva szigete (1510-1661)
- Hugli-Chuchura (1579-1632)
- Laksadíva (1498-1545)
- Thoothukudi (1548-1658)
- Nagapattinam (1507-1657)
- Maldív-szigetek (1558-1573)
- Ceylon (1597-1658)

#### Kelet–Ázsia
- Makaó (1553-1999)
- Makassar (1648-1856)
- Flores-sziget (1648-1856)
- Malacca (1511-1641)
- Molukka-szk. (1522-1605)
- Nagaszaki (1571-1639)
- Ningbo (1533-1545)
- Szokotra (1506-1511)
- Tanegashima (1542-1639)
- Kelet-Timor (Portugál-Timor) (1642-1975 "de facto" -2002 "de iure")
- Diego García-sziget (1512-1700)
- Szingapúr (1509-1605)

#### Perzsa-öböl
- Bahrein (1521-1602)
- Bandar Abbasz (1506-1615)
- Omán (1500-1650)
- Ormuz (1515-1622)
- Qeshm (1552-1683) (Irán)

### Afrika

#### Gyarmati Afrika

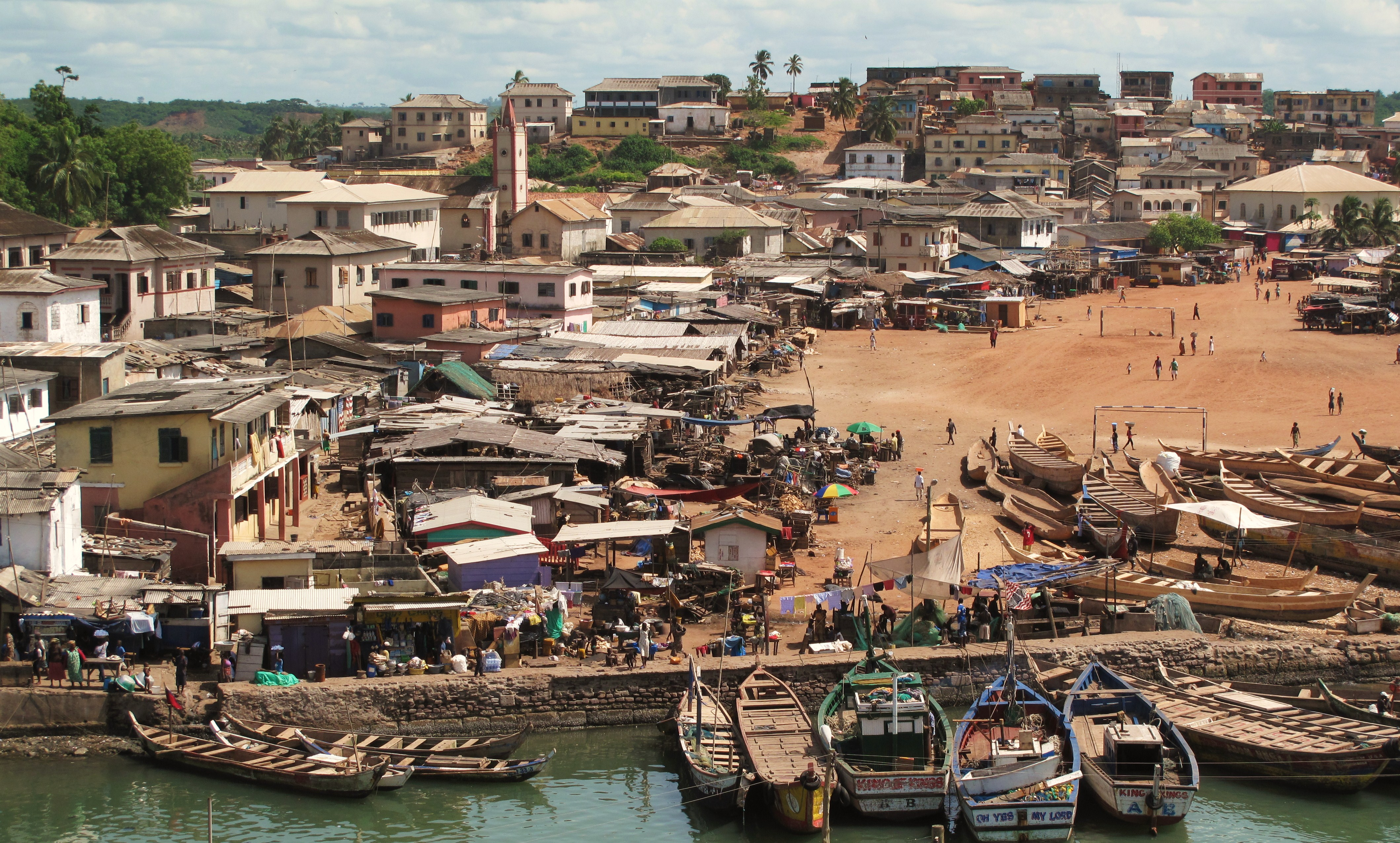
Elmina (Ghána) ma

- Angola (Portugál Nyugat-Afrika) (1575–1975)
- Arguin (1455-1633) (Mauritánia)
- Zöld-foki-szigetek (1462-1975)
- Fernando Poo és Annobón (1474-1778) (Egyenlítői-Guinea)
- Mina (Elmina) (1482-1642) (Ghána)
- Bissau-Guinea (Portugál-Guinea) (1640–1974)
- Mombasa (1638-1729) (Kenya)
- Mozambik (Portugál Kelet-Afrika) (1498–1975)
- São Tomé és Príncipe (1470-1975)
- Zanzibár (1503-1698)
- Ziguinchor (1645-1888) (Szenegál)

#### Afrika (protektorátusok)
- Cabinda (1883–1975) (Angola)
- Kongói Királyság (1500–1914)
- Etiópia (1540-1632)
- Kilwa Kisiwani (1505-1512)  (Kenya)
- Malindi (1500-1630) (Kenya)
- Mombasza (1593-1638) (Kenya)
- Ajudá (1615-1961) (Benin)
- Tanganyika (1500-1630) (Tanzánia)
- Szomália (1540-1640)

#### Északnyugat-Afrika
- Ceuta (1415-1668)
- Aguz (1506-1525) (ma Souira Guedima, Marokkó)
- Al-Qsar as-Seghir (1458-1550) (Marokkó)
- Asilah (1471-1589) (Marokkó)
- Azamor (1513-1541) (Marokkó)
- Mogador (1506-1525) (ma Szavíra, Marokkó)
- Mazagan (1485-1769) (Marokkó)
- Sáfi (1488-1541) (Marokkó)
- Agadir (1505-1541) (Marokkó)
- Tanger (1471-1662) (Marokkó)

### Atlanti-óceán
- Azori-szigetek (1420-tól, ma autonóm régió)
- Madeira (1419-től, ma autonóm régió)

## Fordítás
- Területek: Ez a szócikk részben vagy egészben  az   Imperio portugués című spanyol Wikipédia-szócikk fordításán alapul.  Az eredeti cikk szerkesztőit annak laptörténete sorolja fel. Ez a jelzés csupán a megfogalmazás eredetét és a szerzői jogokat jelzi, nem szolgál a cikkben szereplő információk forrásmegjelöléseként.